# Razões Para Ser Bonita
"Razões Para Ser Bonita (Reasons To Be Pretty) é um espetáculo teatral que fala sobre a ditadura da beleza. Sucesso na Broadway, a versão brasileira da comédia do premiado dramaturgo norte-americano Neil Labute é dirigida por João Fonseca, e estrelado por Ingrid Guimarães, Marcelo Faria, Gustavo Machado e Aline Fanju.

## Início
Tudo começou quando a atriz Ingrid Guimarães recebeu de presente da Débora Evelin o livro desse espetáculo, surgindo então o interesse em trazer a peça para o Brasil. Ingrid foi a Londres para assistir o espetáculo "Reasons To Be Pretty" junto ao diretor João Fonseca e o produtor Sandro Chaim, comprando então os direitos para trazer a peça ao Brasil. O espetáculo faz parte da trilogia de Neil LaBute sobre as aparências: "A Forma das Coisas", "A Gorda" e "Razões Para Ser Bonita", e é administrado pela Empresa Chaim Produções Artísticas.

## Cidades e Sessões Realizadas
A peça ficou em cartaz de 20 de Setembro de 2012 até 30 de Agosto de 2015. Percorreu 25 cidades pelo Brasil, e realizou um total de 230 apresentações.

## Ficha Técnica - Razões Para Ser Bonita
| ELENCO           | PERSONAGEM |
| ---------------- | ---------- |
| Ingrid Guimarães | Steph      |
| Marcelo Faria    | Léo        |
| Gustavo Machado  | Greg       |
| Aline Fanju      | Carla      |

| Texto               | NEIL LABUTE      |
| Tradução/Adaptação  | SUSANA GARCIA    |
| Direção             | JOÃO FONSECA     |
| Produção Geral      | SANDRO CHAIM     |
| Direção de Produção | ASTRID GUIMARÃES |